# Ming yue ji shi you
Ming yue ji shi you (明月幾時有), comercialitzada com Our Time Will Come és una pel·lícula bèl·lica de 2017 dirigida per Ann Hui, protagonitzada per Zhou Xun, Eddie Peng i Wallace Huo. Gira al voltant del moviment de resistència durant l'ocupació japonesa de Hong Kong. La pel·lícula es va estrenar a la Xina l'1 de juliol de 2017 per commemorar i coincidir amb el 20è aniversari del traspàs de Hong Kong del Regne Unit a la Xina. Es va estrenar a Hong Kong el 6 de juliol i als Estats Units i Canadà el 7 de juliol.

## Sinopsi
Ambientada a la dècada de 1940, la pel·lícula explica la història d'una dona llegendària "Fang Gu" (Zhou Xun), que és una de les figures clau durant l'ocupació japonesa de Hong Kong. També retrata la lluita i la lluita per la llibertat i la independència dels joves dels grups de resistència. La història està narrada per un vell taxista, entrevistat per a un documental, que parla de la gent que va conèixer quan era un nen que va créixer sota l'ocupació japonesa.
Fang Lan és una jove ordinària i llegidora amb una vena poètica que viu amb la seva mare el 1942 a Hong Kong. Està compromesa per casar-se amb Lee Gam-wing (Wallace Huo), però trenca el compromís, citant la seva falta de preocupació pel fet que gran part de la població de Hong Kong està morint de fam. La mare de Fang lloga habitacions a casa seva a diversos intel·lectuals com l'escriptor Mao Dun. En assabentar-se que els japonesos planegen executar gran part de la "intel·lectualitat" de Hong Kong, la resistència planeja portar de contraban els intel·lectuals amenaçats a la "Xina lliure". Fang ajuda el líder de la resistència Blackie Lau (Eddie Peng) a ajudar en Mao i la seva dona a escapar de Hong Kong i a eliminar el cadàver de l'espia col·laborador executat per Lau. Lee va a treballar pel coronel Yamaguchi del Kempeitai, la tan temuda policia militar japonesa, amant de la poesia. Malgrat la seva amistat amb Yamaguchi, que estima la poesia Tang (un tema en el qual Lee és un expert), Lee de vegades ajuda a la resistència.
Davant la vehement oposició de la seva mare, Fang s'uneix a la resistència i esdevé el 1944 el líder de la seva secció de l'est de Hong Kong. La Sra Fang vol que la seva filla s'estableixi com a dona i mare, papers que ella rebutja. Amb el temps, la mare de Fang l'accepta tal com és. Lau emergeix com el líder de la resistència més atrevit a Hong Kong que eludeix constantment el Kempeitai i els seus col·laboradors xinesos. Una mena de triangle amorós emergeix quan Fang encara té sentiments per Lee mentre se sent atreta per Lau.
Per ajudar a Fang, la seva mare passa de contraban un missatge important, però és arrestada pel Kempeitai. Fang i Lau lideren un atac a l'estació Kempeitai per alliberar la seva mare, que falla i la Sra. Fang és executada. Yamaguchi descobreix que Lee treballava per la resistència i va informar a Fang d'on estava detinguda la seva mare. Yamaguchi ha matat Lee. Com que Hong Kong s'ha tornat massa perillós, Lau i Fang fugen de nit; els seus destins finals no es revelen. Una foto de Hong Kong a la nit el 1944 es transforma en una foto de Hong Kong actual. El taxista gran que ha estat narrant la història de Fang trenca la seva entrevista i torna a la seva feina com a humil taxista.

## Repartiment
- Zhou Xun com Fang Lan/"Fang Gu"
- Eddie Peng com Liu Heizai/"Blackie" Lau
- Wallace Huo com Li Jinrong/"Wing"
- Paw Hee-ching com Mrs. Fang
- Jessie Li
- Tony Leung com Ben
- Guo Tao com Mao Dun
- Huang Zhizhong
- Jiang Wenli
- Alex Fong
- Ivana Wong
- Ray Lui
- Deanie Ip
- Sam Lee
- Eddie Cheung
- Stanley Fung
- Kingdom Yuen
- Suzuka Morita

## Estrena
Ming yue ji shi you es va estrenar el 21 de juny de 2017 al Festival Internacional de Cinema de Xangai de 2017. La pel·lícula es va anunciar originalment durant el 70è Festival Internacional de Cinema de Canes al maig com a pel·lícula d'obertura del festival de Xangai, però el seu lloc d'obertura va ser substituït el 9 de juny per The Chinese Widow, dirigida per Bille August. Encara que el festival no ha donat cap motiu, Clarence Tsui escrivint per South China Morning Post suposava que això menys té a veure amb el contingut de la pel·lícula d'Ann Hui i més amb la pel·lícula d'August, també ambientada durant la Segona Guerra Mundial, sent "encara millor per a la narrativa nacional de la Xina ara mateix", amb un aclamat director danès que dirigeix una història romàntica entre una dona local a la província de Zhejiang i un pilot de caça nord-americà i és la primera pel·lícula completada després de la signatura del tractat de coproducció de la Xina i Dinamarca el 3 de maig.
Ming yue ji shi you es va estrenar a la Xina l'1 de juliol de 2017 coincidint amb el 20è aniversari de la traspàs de Hong Kong del Regne Unit a la Xina. La pel·lícula es va estrenar el 6 de juliol de 2017 a Hong Kong.
La pel·lícula va ser estrenada als Estats Units i al Canadà per China Lion el 7 de juliol de 2017.

## Recepció

### Resposta crítica
Ming yue ji shi you ha rebut crítiques positives de la crítica. A Rotten Tomatoes, la pel·lícula té una valoració del 94%, basada en les crítiques de 17 crítics, amb una valoració mitjana de 7,4/10. A Metacritic, la pel·lícula té una puntuació de 82 sobre 100, basada en 8 crítics, que indica "crítiques generalment favorables". La pel·lícula va ser especialment ben valorada a la Xina, rebent 83,6 punts sobre 100 en un informe publicat conjuntament per China Film Archive i l'investigador d'entreteniment Entgroup.

### Taquilla
La pel·lícula ha recaptat 63 milions de iuans a la Xina, superant la recaptació bruta de la pel·lícula de Hui del 2014 Huang jin shi dai.

## Premis i nominacions
| Premi                                      | Categoria                         | Receptors                       | Resultat  |
| ------------------------------------------ | --------------------------------- | ------------------------------- | --------- |
| 25ns Beijing College Student Film Festival | Millor actriu                     | Zhou Xun                        | Guanyador |
| 25ns Beijing College Student Film Festival | Premi del Jurat                   | Our Time Will Come              | Nominat   |
| 23rd Huading Awards                        | Millor actor                      | Eddie Peng                      | Nominat   |
| 23rd Huading Awards                        | Millor actriu                     | Zhou Xun                        | Nominat   |
| 9th China Film Director's Guild Awards     | Millor pel·lícula                 | Our Days Will Come              | Nominat   |
| 9th China Film Director's Guild Awards     | Millor actriu                     | Zhou Xun                        | Nominat   |
| 37ns Hong Kong Film Awards                 | Millor pel·lícula                 | Roger Lee, Stephen Lam, Ann Hui | Guanyador |
| 37ns Hong Kong Film Awards                 | Millor director                   | Ann Hui                         | Guanyador |
| 37ns Hong Kong Film Awards                 | Millor guió                       | Ho Kei-ping                     | Nominat   |
| 37ns Hong Kong Film Awards                 | Millor actriu                     | Zhou Xun                        | Nominat   |
| 37ns Hong Kong Film Awards                 | Millor actriu secundària          | Deanie Ip                       | Guanyador |
| 37ns Hong Kong Film Awards                 | Millor fotografia                 | Nelson Yu                       | Nominat   |
| 37ns Hong Kong Film Awards                 | Millor muntatge                   | Mary Stephen, Kong Chi-leung    | Nominat   |
| 37ns Hong Kong Film Awards                 | Millor direcció artística         | Man Lim-chung, Billy Li         | Guanyador |
| 37ns Hong Kong Film Awards                 | Maquillatge i disseny de vestuari | Man Lim-chung, Billy Li         | Nominat   |
| 37ns Hong Kong Film Awards                 | Millor banda sonora original      | Joe Hisaishi                    | Guanyador |
| 37ns Hong Kong Film Awards                 | Millor so                         | Tu Du-chih, Wu Shu-yao          | Nominat   |
| 12ns Asian Film Awards                     | Millor director                   | Ann Hui                         | Nominat   |
| 12ns Asian Film Awards                     | Millor actor secundari            | Eddie Peng                      | Nominat   |
| 12ns Asian Film Awards                     | Millor muntatge                   | Mary Stephen, Kwong Chi-leung   | Nominat   |
| 12ns Asian Film Awards                     | Millor música original            | Joe Hisaishi                    | Guanyador |
| Festival Internacional de Cinema de Xangai | Millor actor                      | Eddie Peng                      | Nominat   |
| Festival Internacional de Cinema de Xangai | Millor actor                      | Wallace Huo                     | Nominat   |
| Festival Internacional de Cinema de Xangai | Millor actriu                     | Zhou Xun                        | Nominat   |
| 54ns Premis de Cinema Golden Horse         | Millor director                   | Ann Hui                         | Nominat   |
| 54ns Premis de Cinema Golden Horse         | Millor actor secundari            | Tony Leung Ka-fai               | Nominat   |
| 54ns Premis de Cinema Golden Horse         | Millor actriu secundària          | Deanie Ip                       | Nominat   |
| 54ns Premis de Cinema Golden Horse         | Millor banda sonora original      | Joe Hisaishi                    | Nominat   |
| 54ns Premis de Cinema Golden Horse         | Millor muntatge                   | Mary Stephen id Kong Chi-leung  | Nominat   |
| 2ns Golden Screen Awards                   | Millor actriu secundària          | Deanie Ip                       | Guanyador |